# Liste der Kulturgüter in Lommis
Die Liste der Kulturgüter in Lommis enthält alle Objekte in der Gemeinde Lommis im Kanton Thurgau, die gemäss der Haager Konvention zum Schutz von Kulturgut bei bewaffneten Konflikten, dem Bundesgesetz vom 20. Juni 2014 über den Schutz der Kulturgüter bei bewaffneten Konflikten sowie der Verordnung vom 29. Oktober 2014 über den Schutz der Kulturgüter bei bewaffneten Konflikten unter Schutz stehen.
Objekte der Kategorie A sind im Gemeindegebiet nicht ausgewiesen, Objekte der Kategorie B sind vollständig in der Liste enthalten, Objekte der Kategorie C fehlen zurzeit (Stand: 1. Januar 2023).

## Kulturgüter
| Foto |                                                                               | Objekt                                             | Kat. | Typ | Standort                        | Beschreibung                                                                 |
| ---- | ----------------------------------------------------------------------------- | -------------------------------------------------- | ---- | --- | ------------------------------- | ---------------------------------------------------------------------------- |
| ja   | Datei hochladen · Wikidata zu Katholische Kirche St. Jakob (Q29883184)        | Katholische Kirche St. Jakob KGS-Nr.: 05097        | B    | G   | Kirchstrasse 5 717448 / 264078  |                                                                              |
| ja   | Datei hochladen · Wikidata zu Ökonomiebauten des Schlosses Lommis (Q29883186) | Ökonomiebauten des Schlosses Lommis KGS-Nr.: 13763 | B    | G   | Schloss 717701 / 263940         |                                                                              |
| ja   | Datei hochladen · Wikidata zu Ehemalige Mühle mit Säge (Q29883182)            | Ehemalige Mühle mit Säge KGS-Nr.: 13764            | B    | G   | Sägestrasse 11 717252 / 264285  |                                                                              |
| ja   | Datei hochladen · Wikidata zu Bauernhaus (Q29883181)                          | Bauernhaus KGS-Nr.: 13765                          | B    | G   | Hauptstrasse 44 717144 / 264125 | Ehemaliges Bauernhaus aus dem 18. Jahrhundert, in gut restauriertem Zustand. |